# Michèle Perello
 (avril 2025).
Pour les articles homonymes, voir Perello.
Michèle Perello, de son vrai nom Michèle Peirello, est une actrice française née le 28 décembre 1942 à Marseille et morte le 10 janvier 2004 dans le 18e arrondissement de Paris. Elle est essentiellement apparue dans des productions érotiques des années 1970.

## Biographie
Michèle Perello débute comme mannequin après avoir remporté de nombreux titres de miss grâce à son physique avantageux : Miss Côte d'Azur, Miss Communauté, Miss Marseille, Miss Saint-Raphaël[source secondaire souhaitée]. Elle fait ses premières apparitions au cinéma en 1960.
Michèle Perello tient son premier rôle consistant au cinéma en 1970 face à Anny Duperey dans La Rose écorchée de Claude Mulot. Dans Morgane et ses nymphes, Bruno Gantillon déshabille l'actrice qui fait ensuite l'essentiel de sa carrière dans des films érotiques. Elle travaille notamment à trois reprises pour Christian Lara. Le réalisateur lui donne l'occasion de montrer, à trente ans, ses talents d'actrice[source secondaire souhaitée].
Après avoir tourné des inserts destinés à « caviarder » Le Cri du désir d'Alain Nauroy, l'actrice franchit résolument le pas du hardcore dans Corps brûlants de Christian Lara. Dans ces deux films qui la mettent en vedette, elle tient, avec un égal bonheur, le rôle d'une initiatrice « à la fois étonnamment fragile et autoritaire à l'instant où elle cède à ses pulsions ». Elle tourne aussi pour José Bénazéraf (Les Deux Gouines, Les Incestueuses ) et Serge Korber (Excès).
Elle incarne en 1980 une des protagonistes du thriller d'Yves Prigent Le Transfuge. Dans les années 1980, elle refait quelques apparitions à l'écran dans des productions classiques comme Urgence de Gilles Béhat.
Dans les années 1960, elle fut la compagne de Hubert Wayaffe, animateur à Europe 1, avec qui elle a eu un fils, Richard.

## Filmographie
- 1960 : Me faire ça à moi, de Pierre Grimblat : (avec Eddie Constantine et Bernadette Lafont)
- 1960 : Les filles sèment le vent, de Louis Soulanes
- 1970 : La Rose écorchée, de Claude Mulot : Agnès [8]
- 1971 : Morgane et ses nymphes, de Bruno Gantillon : Anna
- 1971 : Madame êtes-vous libre ?, téléfilm de Claude Heymann : l'amie de Philippe
- 1972 : La Scoumoune, de José Giovanni : (avec Jean-Paul Belmondo et Claudia Cardinale)
- 1973 : Jeu de dames (ou Sex revolution), de Christian Lara : Nora
- 1973 : Prenez la queue comme tout le monde, de Jean-François Davy : la secrétaire de Claude
- 1973 : Les Infidèles, de Christian Lara : Sophie, la mère de Julien [9]
- 1975 : Les Deux Gouines (ou Victoire et Isabelle), de José Bénazéraf : Michelle [8]
- 1975 : Les Incestueuses, de José Bénazéraf : la propriétaire
- 1975 : Les Ravageuses du sexe (Les Demoiselles à péage), de Richard Balducci : Pauline [10]
- 1975 : La Fille à la sucette, de Daniel Daert : Laura [11]
- 1976 : Corps brûlants, de Christian Lara : Hélène
- 1976 : Excès, de Serge Korber : Maryse, l'amie de Jeanne
- 1977 : Le Cri du désir, d'Alain Nauroy : Françoise Beauchamps
- 1977 : Cailles sur canapé, de Serge Korber : Simone (Images d'archives)
- 1979 : Les Charlots en délire, d'Alain Basnier
- 1980 : Ta gueule, je t'aime !, de Serge Korber : Simone
- 1980 : Plaisirs secrets, de Serge Korber (Images d'archives)
- 1982 : Corri come il vento, Kiko, de Sergio Bergonzelli : Lorraine
- 1982 : Le Transfuge, d'Yves Prigent : Erika
- 1985 : Urgence, de Gilles Béhat : la mère de Tim [9]
- 1988 : Corps z'a corps, d'André Halimi [9]

## Photographie
- 1971 : Parade (Royaume-Uni), no 1634, du 17 avril 1971 - couverture
- 1971 : Rex (Royaume-Uni), no 16, 1971
- 1974 : Daring (Royaume-Uni), juin 1974 - couverture